# 라오아그 국제공항

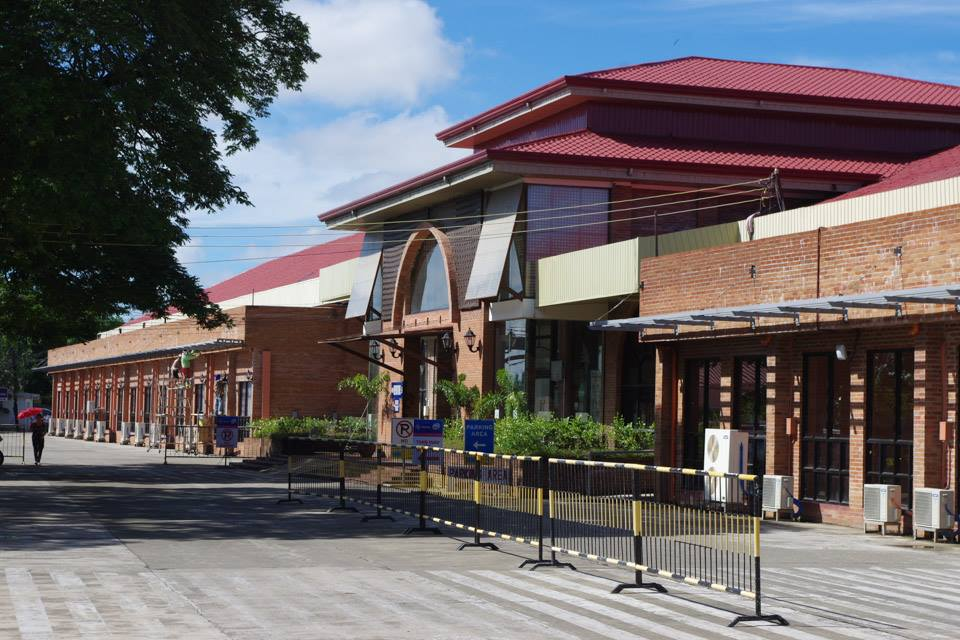
라오아그 국제공항 외관

라오아그 국제공항(IATA: TAG, ICAO: RPSP, 영어: Laoag International Airport, 일로코어: Sangalubongan a Pagpatayaban ti Laoag, 필리핀어: Paliparang Pandaigdig ng Laoag)은 필리핀 북일로코스주 라오아그에 있는 공항이다. 북일로코스주의 유일한 공항이자 필리핀의 최북단 국제공항이다. 이 공항에는 2,784m 활주로가 하나 있으며 필리핀 교통부 산하 기관인 필리핀 민간항공국에서 2차/대체 국제 공항으로 지정되어 있다.